# Dard d'amour
Gypsobèle
Le dard d'amour ou gypsobèle est une structure dure, longue et pointue, calcaire ou chitineuse, trouvée chez certains gastéropodes hermaphrodites, comme les escargots terrestres et les limaces. Le dard d'amour est uniquement produit par les animaux adultes, et sert lors des comportements sexuels, avant que l'accouplement ait lieu.

## Description

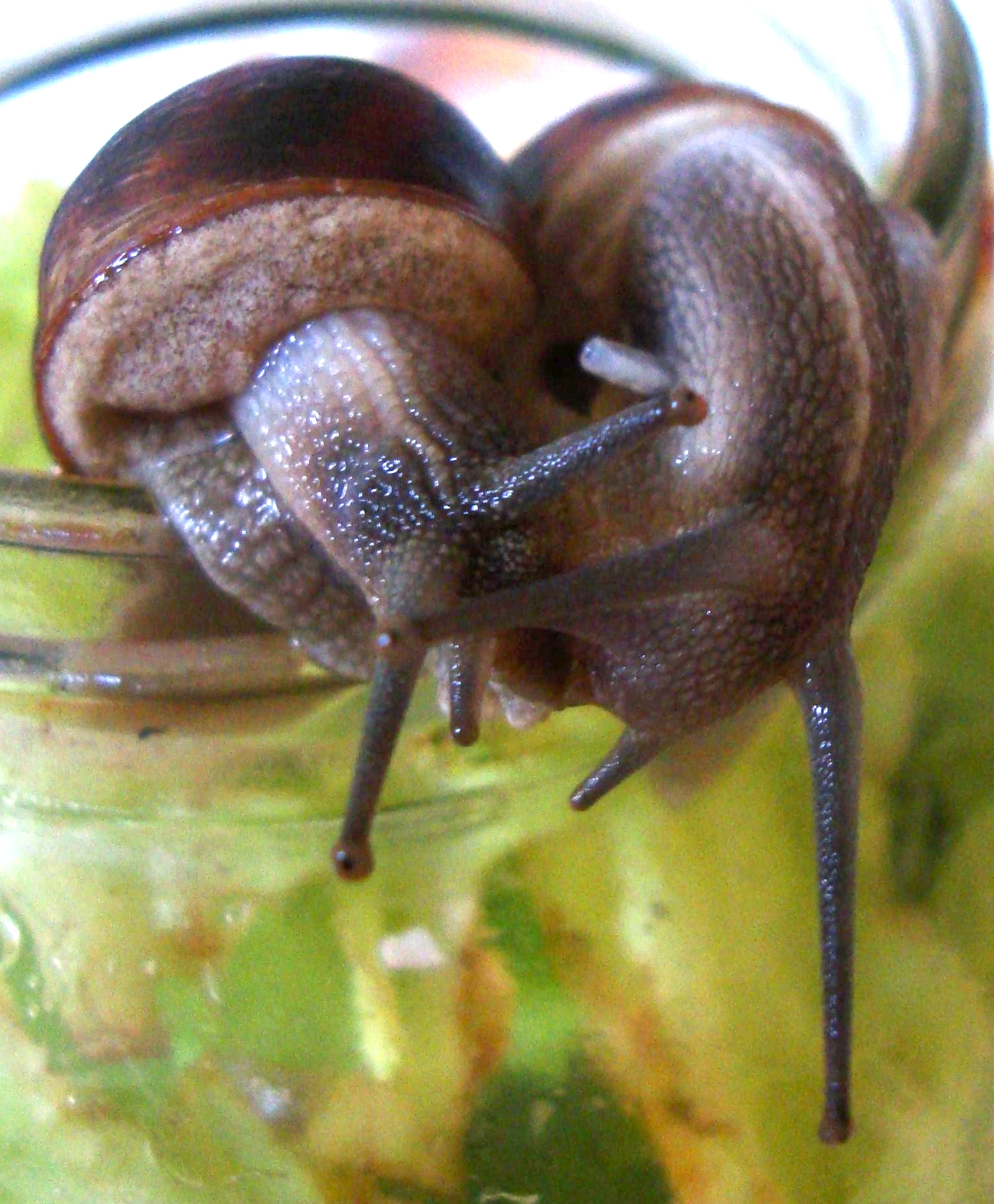
Deux escargots Helix aspersa, avant l'accouplement. L'individu de droite a un dard d'amour planté dans son flanc droit.

La forme des dards d'amour varie considérablement et de bien des façons selon les espèces. Leur seul point commun est leur allure générale de harpon ou d'aiguille leur servant à percer.
Ce dard est assez grand par rapport à la taille de l'animal qui le porte : chez les semi-limaces du genre Parmarion (en), il peut mesurer le cinquième de la longueur du pied. Le dard est contenu dans un vaste sac musculaire ovoïde, la « poche du dard » qui s’ouvre largement dans le vagin.

## Usage
Avant l'accouplement, chacun des deux mollusques essaie de « tirer » un ou plusieurs dards dans son partenaire. Il n'y a pas d'organe pour recevoir le dard, cette action est plutôt analogue à un coup de couteau, ou au décochage d'une flèche. Le dard ne vole pas dans l'air pour atteindre son objectif mais est tiré à bout portant. Le dard peut se briser lors de l’accouplement, il est alors abandonné dans les tissus du partenaire et est ensuite régénéré.
Le dard d'amour n'est pas un stylet copulateur, organe accessoire pour le transfert du sperme. L'échange de sperme entre les deux escargots est un processus complètement séparé dans la suite de l'accouplement. Des recherches montrent néanmoins que l'utilisation du dard d'amour peut fortement favoriser l'issue du rapport pour l'escargot qui est capable de loger le premier un dard dans son partenaire, grâce au mucus présent sur le dard d'amour qui contient une substance de type hormonal permettant à une bien plus grande quantité de sperme de survivre.

## Mythologie

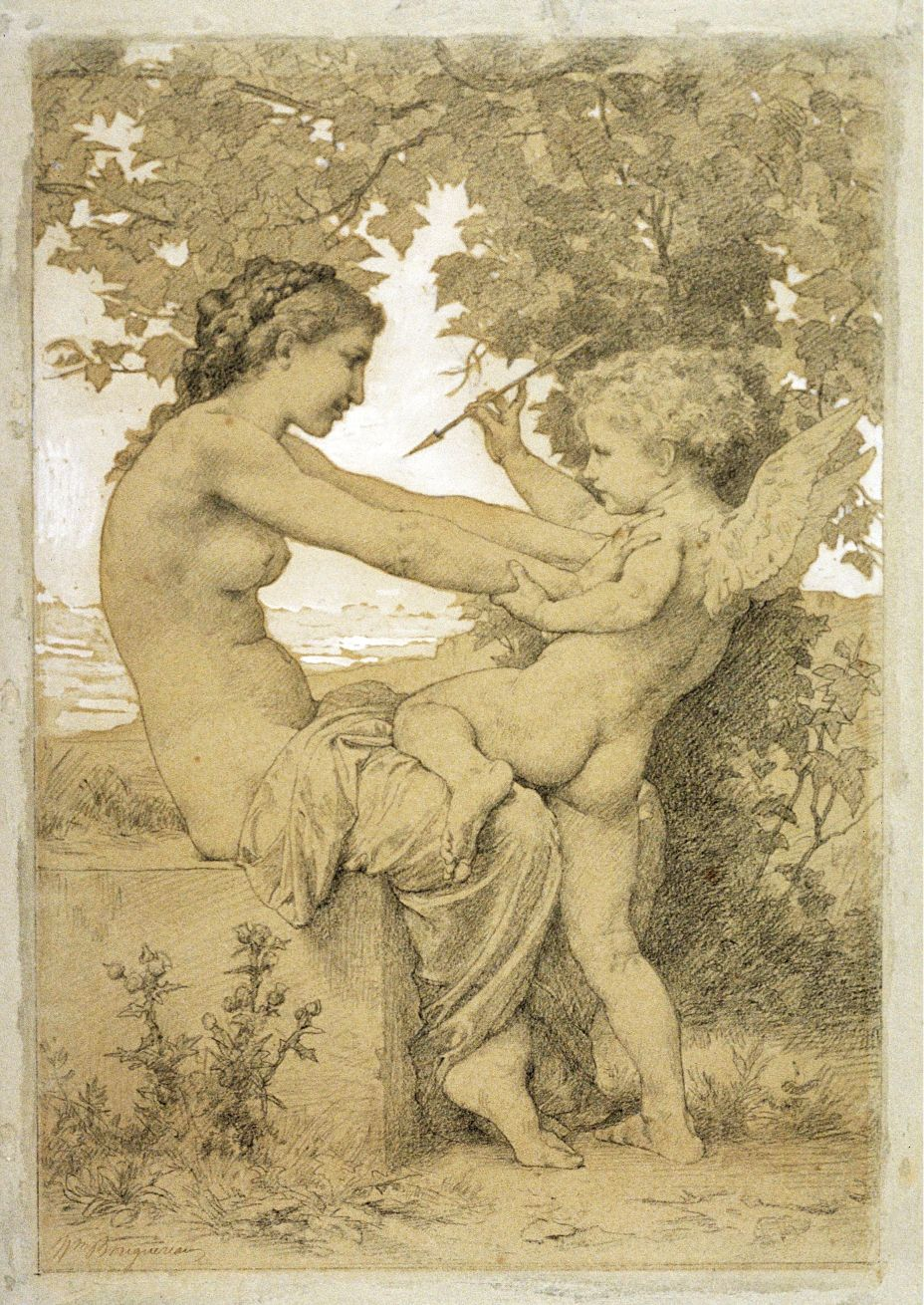
Cupidon et sa flèche d'amour

Des auteurs comme Ronald Chase, biologiste à l'université McGill de Montréal (Canada), pensent que ce dard d'amour est à l'origine du mythe de Cupidon, dieu de l'Amour, qui décoche des flèches ardentes à l'origine de ce sentiment. En effet, les Grecs anciens étant déjà de bons naturalistes, ils ont parfaitement pu observer ce phénomène chez les escargots et le transposer chez l'humain dans leur mythologie.